# Lomba (Amarante)
Lomba is een plaats (freguesia) in de Portugese gemeente Amarante en telt 859 inwoners (2001).